# 増田知

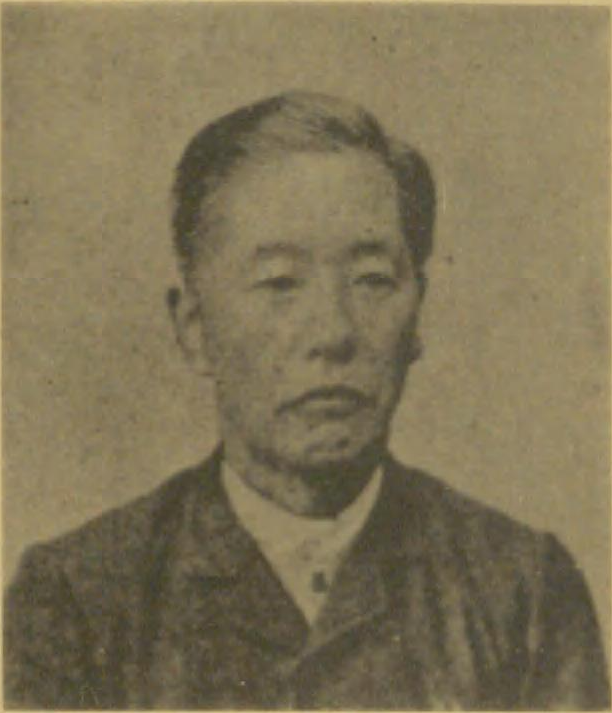
増田知

増田 知（ますだ さとし / ち、1843年（天保14年9月）- 1911年（明治44年）3月6日）は、明治時代の政治家。横浜市長。

## 経歴
壬生藩領内（現栃木県）にて生まれる。壬生藩権大参事、名古屋県権典事、白川県権大属、熊本県二等属などを経て、1886年（明治19年）9月、神奈川県一等属より横浜区長に就任する。ほか、神奈川県橘樹郡長、東京府南多摩郡長を務めた。
横浜市は1889年（明治22年）4月1日に市制施行され、市会は商人派と地主派とが共有物事件で対立していたが、多数派を占めた商人派により市長に推された。同時に茂木保平、平沼専蔵も選挙され、県知事の決定により同年6月18日、初代市長に就任した。同年7月22日、市役所が開庁し、横浜築港第1期事業が完了したが、依然として商人派と地主派の対立は激しく伊藤仁太郎ら壮士連が商人派議員に辞職勧告のデモを行うなどの事件により、市会は開会されなかった。
8月にはガス局と報時所の維持方法についての論争が起き、横浜区会設置に関する諮問案が提出されたが親知事派の公民協会派の欠席により議事不成立となる。同様に市会はそのほとんどの議事を流会により不成立としており、市歳入出予算すら議定できなかった。
住民による運動や全議員の辞表提出騒動により、同年11月9日、監督官庁は市会解散を命令し、増田は翌月の12月5日、辞表を提出した。